# (2148) Epeios

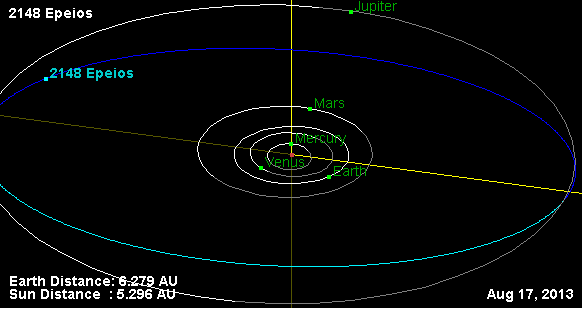
Òrbita de l'asteroide (2148) Epeios.

(2148) Epeios és un asteroide que forma part dels asteroides troians de Júpiter i va ser descobert per Richard Martin West el 24 d'octubre de 1976 des de l'Observatori de la Silla, Xile. Va ser designat inicialment com 1976 UW. Posteriorment es va nomenar per Epeu, un personatge de la mitologia grega.
Orbita a una distància mitjana de 5,213 ua del Sol, podent acostar-se fins a 4,915 ua i allunyar-se fins a 5,511 ua. Té una inclinació orbital de 9,15° i una excentricitat de 0,05716. Emplea a completar una òrbita al voltant del Sol 4347 dies.